# Doppelspornfrankolin

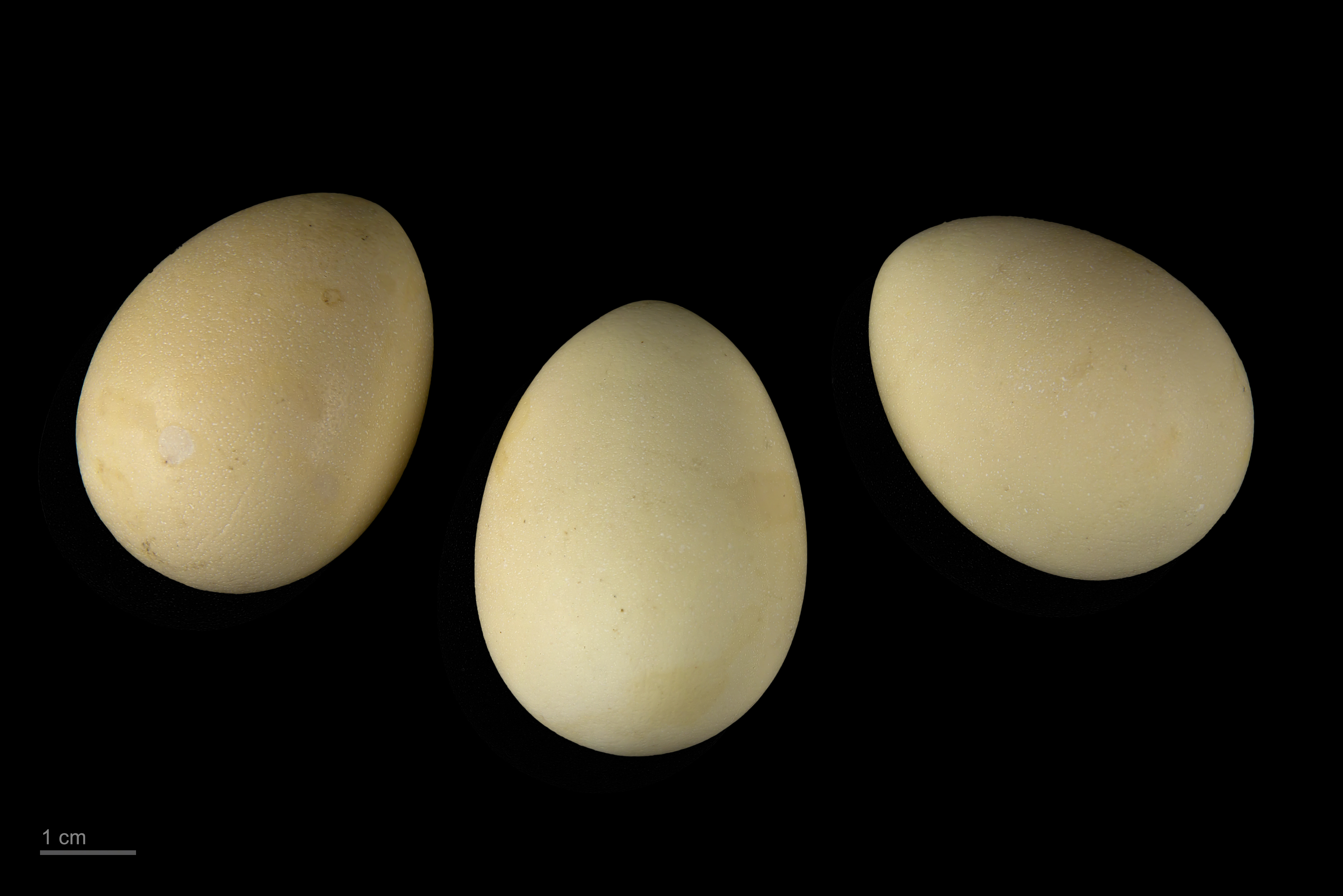
Pternistis bicalcaratus ayesha

Der Doppelspornfrankolin (Pternistis bicalcaratus, Syn.: Francolinus bicalcaratus) ist ein Vogel aus der Familie der Fasanenartigen. Wie die meisten Frankoline ist er nur in Afrika verbreitet. Er ist im tropischen Westafrika beheimatet, aber es gibt auch eine kleine isolierte Population in Marokko. Der Doppelspornfrankolin ist am nächsten verwandt mit dem Ahantafrankolin (Pternistis ahantensis).

## Erscheinungsbild
Das Männchen des rund 35 cm großen Vogels ist fast vollständig erdfarben-braun mit einem auffälligen weißen Strich über dem Auge. Weiter hat das Gefieder schwarze und weiße Streifen an den Flanken. Das Gesicht ist hell und der Kopf wird von einer kastanienbraunen Krone und weißen Sprenkeln geschmückt. Das Männchen hat einen kastanienbraunen Kragen um den Nacken, weiße Flecken an den Wangen und braune Flügel; die Beine tragen jeweils zwei Sporne. Abgesehen von den fehlenden Spornen ist das Weibchen dem Männchen sehr ähnlich, ist jedoch etwas schmaler. Die Jungvögel sind farblich dunklere Abbilder ihrer Eltern.

## Lebensweise
Man findet den Vogel in offenen Gebieten mit Bäumen. Er brütet in Mulden am Boden und legt fünf bis sieben olivgrüne Eier. Doppelspornfrankoline ernähren sich von vielen verschiedenen Pflanzen und Insekten.
Der Doppelspornfrankolin ist eine sehr unauffällige Art. Am besten kann er im Frühling beobachtet werden, wenn die Männchen von einem Hügel aus ihre mechanisch knarzenden Stimmen erklingen lassen. Der Doppelspornfrankolin hat den kraftvollen Flug eines Fasans, aber er zieht es vor, gut getarnt am Boden zu bleiben.